# Tepanecas

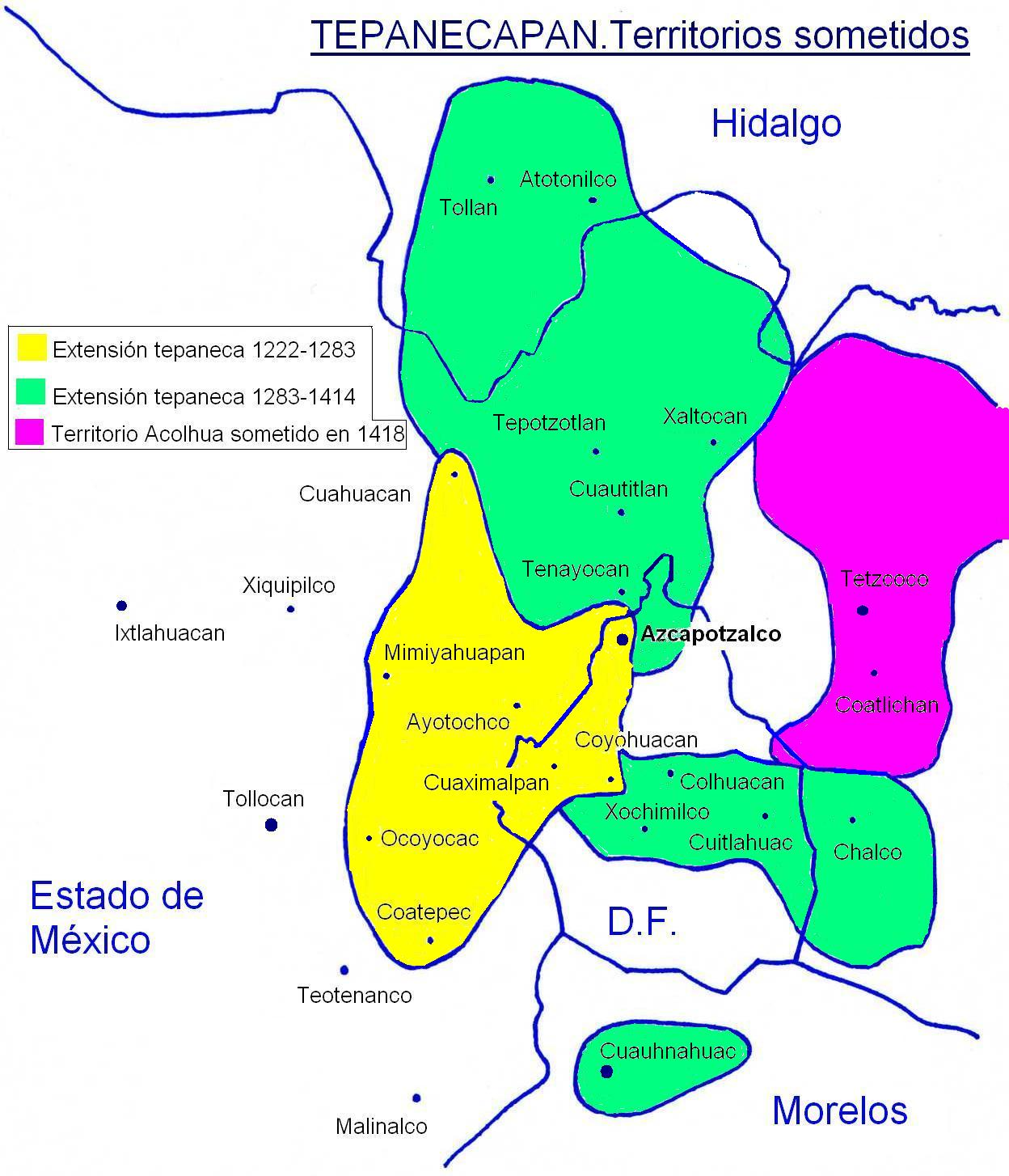
Território dominado pelos tepanecas.

Tepanecas são um povo mesoamericano que chegaram ao Vale do México, no final do século XII ou início do século XIII. Os tepanecasc eram uma cultura irmã dos astecas (ou mexicas), bem como os acolhuas e outros; estas tribos falavam a língua náuatle e compartilhavam o mesmo panteão geral, com variações locais e tribais.
Supostamente recebidas no Vale do México pelo semi-lendário governante chichimeca Xolotl, os tepanecas estabeleceram-se nas margens ocidentais do lago Texcoco. Sob sua tlatoani, Acolnahuacatl, os tepanecas tomaram Azcapotzalco de habitantes nativos e a transformou em sua capital.
No início do século XV, Tezozomoc levou os tepanecas ao auge de seu poder; nesse ponto eles controlavam quase todo o Vale do México, assim como partes dos vales Toluca e Morelos. Fontes nativas dizem que Tezozomoc viveu por mais de 100 anos e foi famoso por sua forma de governar. A morte de Tezozomoc, em 1426, levou seus filhos Tayauh e Maxtla a lutarem pelo trono, sendo que Maxtla provavelmente envenenou Tayauh.
Em 1428, Maxtla foi derrubado pela nascente Tríplice Aliança Asteca, que incluía os astecas de Tenochtitlan e os acolhuas de Texcoco, assim como tepanecas ex-aliados de Maxtla de Tlacopan.
Com a ascensão do Império Asteca, Tlacopan se tornou uma cidade predominantemente tepaneca, embora as cidades de Tenochtitlan e Texcoco fossem mais prestigiadas e populosas que Tlacopan.

## Bibliográficas
- Santamarina Novillo, Carlos (2006). El sistema de dominación azteca. El Imperio Tepaneca. [S.l.]: Fundación Universitaria Española, Madrid templatestyles stripmarker character in |autor= at position 1 (ajuda)
- Smith, Michael E. (1984). «The Aztlan Migrations of Nahuatl Chronicles: Myth or History?» (PDF online facsimile). Columbus, OH: American Society for Ethnohistory. Ethnohistory. 31 (3): 153–186. ISSN 0014-1801. JSTOR 482619. OCLC 145142543. doi:10.2307/482619 templatestyles stripmarker character in |autor= at position 1 (ajuda)